# Samarkanda
Samarkanda är en ort i Mexiko.   Den ligger i kommunen Nacajuca och delstaten Tabasco, i den sydöstra delen av landet, 700 km öster om huvudstaden Mexico City. Samarkanda ligger 8 meter över havet och antalet invånare är 3 365.
Terrängen runt Samarkanda är mycket platt. Runt Samarkanda är det tätbefolkat, med 442 invånare per kvadratkilometer. Närmaste större samhälle är Villahermosa, 6,5 km söder om Samarkanda. Trakten runt Samarkanda består till största delen av jordbruksmark.